# Манденова Іда Панівна
Іда Панівна Манденова (26 липня 1909—4 вересня 1995) — радянський та грузинський ботанік-систематик. Доктор біологічних наук (дисертація «Систематика триби Pastinaceae», 1960).

## Біографія
Дочка лікаря Пано Манденова, керівника андрологічної клініки в Тбілісі.
Закінчила Сільскогосподарський інститут Грузинської РСР (1934). Працювала в Інституті ботаніки Академії наук Грузинської РСР, проживала в Тбілісі. Дослідниця флори Росії та Кавказу, виділила та описала декілька видів гігантських борщівників (наприклад, Heracleum circassicum у 1970 році), у тому числі борщівник Сосновского, який вона назвала в честь дослідника флори Кавказу — Сосновського Дмитра Івановича (виділений в 1944 році).

## Деякі праці
- Манденова И. П. Новый вид рода Astragalus Z из Грузии / И. П. Манденова, Л. Хинтибидзе // Заметки по систематики и географий растении (Тбилисский ботанический институт). вып.28 . 1970. С.103-104.
- Манденова И. П. Новые таксоны рода Heracleum / И. П. Манденова // Заметки по систематики и географий растении (Тбилисский ботанический институт), вып.28 . 1970. С.21-24.

## Названі в честь І.П.Манденової
- Mandenovia Alava (1973) — Манденовія
- Pimpinella idae Takht. (1940) — Бедренець Іди